# 蒋安荣
蒋安荣（1959年—），湖南衡南人，汉族，中华人民共和国政治人物、第十一届全国人民代表大会湖南地区代表。
毕业于湖南电大工民建专业。担任华融建筑工程集团有限公司董事长。2008年起担任全国人大代表。